# Galium paschale
Galium paschale är en måreväxtart som beskrevs av Peter Forsskål. Galium paschale ingår i släktet måror, och familjen måreväxter. Inga underarter finns listade i Catalogue of Life.